# 吉田幸矢
吉田 幸矢（よしだ さや、1942年10月3日 - ）は、宝井プロジェクト所属の女優。東京都出身。身長は154 cm。体重は42 kg。靴のサイズは23 cm。旧芸名は山乃 美七子。

## 略歴
第11期東映ニューフェイス出身。

## 人物
特技は着付け、珠算。
現役で舞台に出演している。
1960年代から1970年代にテレビドラマや映画に出演していたが、その後は2010年代まで活動に空白の期間がある。詳細は不明。

## 出演

### テレビドラマ

#### NHK
- 連続テレビ小説「とと姉ちゃん」第75話（2016年6月29日） - 防空演習参加者 役
- 「正義の天秤」第3話（2021年9月25日） - 救急患者 役[5]
- 「ホーム・スイート東京」Season2 第1話（2020年1月11日、BSプレミアム） - 甘味処のおばあさん 役[6]
- 「しずかちゃんとパパ」第2話・第4話・第5話（2022年3月20日・4月3日・4月10日、BSプレミアム） - 知恵 役[7][8][9]

#### 日本テレビ
- 「泣くな、はらちゃん」第7話（2013年3月2日）[10]
- 「五つ星ツーリスト〜最高の旅、ご案内します!!〜」第4話（2015年1月29日） - 女将 役[11]
- 「江戸モアゼル〜令和で恋、いたしんす。〜」第6話（2021年2月12日） - 春江 役
- 「リバーサルオーケストラ」第5話（2023年2月8日） - 本間サチ 役
- 「Dr.チョコレート」第4話（2023年5月13日）

#### TBS
- 「七人の刑事」（1960年代） - ひも 役
- 「宮部みゆきミステリー パーフェクト・ブルー」第2話（2012年10月15日） - 生駒澄子 役[12][13]
- 「東京スカーレット〜警視庁NS係」最終話（2014年9月9日） - 秋本さえ子 役[14]
- 「ウロボロス〜この愛こそ、正義。〜」第2話（2015年1月23日）
- 「神の舌を持つ男」第7話・第8話（2016年8月19日・8月26日）
- 「小さな巨人」第1話（2017年4月16日） - 中田の妻 役
- 「あなたには帰る家がある」第10話（2018年6月15日）
- 「メゾン・ド・ポリス」第6話（2019年2月15日） - 大浦春江 役[15][16]
- 「スカム」第1話（2019年7月2日） - 振り込め詐欺被害者 役[17]
- 「4分間のマリーゴールド」第1話（2019年10月11日）[18]
- 「妻、小学生になる。」第5話（2022年2月18日） - おばあさん 役
- 笑うマトリョーシカ 第8話（2024年8月16日） - 女将 役[19]

#### フジテレビ
- 「三匹の侍」（1960年代）
- 世にも奇妙な物語
  - 「2011年 秋の特別編『ベビートークA錠』」（2011年11月26日） - 初老の女性 役[20]
  - 「2014年 春の特別編『ラスト・シネマ』」（2014年4月5日） - 老婆 役[21]
  - 「2021年 秋の特別編『スキップ』」（2021年11月6日） - 幹夫の祖母 役[22]
- 「リーガル・ハイ」第9話・第10話（2012年6月12日・6月19日） - 守口久子 役[23]
- 「ディスカバーデッド」第3話（2013年6月27日） - 老女 役[24][25]
- 「海の上の診療所」第1話（2013年10月14日） - 良子ばぁちゃん 役[26]
- 「天国の恋」第41話・第42話（2013年12月23日・12月24日）[27]
- 「極悪がんぼ」最終話（2014年6月23日）
- 「HEAT」第1話（2015年7月7日）[28]
- 「無痛〜診える眼〜」第3話（2015年10月21日） - 関さん 役
- 「黒蜥蜴」（2015年12月22日）[29]
- 「フラジャイル」第1話（2016年1月13日）[30]
- 「いつかこの恋を思い出してきっと泣いてしまう」第5話（2016年2月15日）
- 「キャリア〜掟破りの警察署長〜」第9話（2016年12月4日） - 中里晴美 役
- 金曜プレミアム「所轄刑事」第10作（2016年12月9日） - 市村の生家の隣人 役[31]
- 「コンフィデンスマンJP」第1話（2018年4月9日） - 団子屋の店主の妻 役
- 「いつまでも白い羽根」第3話（2018年4月21日） - 患者 役
- 「SUITS/スーツ」1st season 第2話（2018年10月15日） - 相談者 役
- 「磯野家の人々〜20年後のサザエさん〜」（2019年11月24日） - ご近所さん 役[32]
- 「SUPER RICH」第5話（2021年11月11日） - 産婆 役
- 監察医 朝顔 2022 SP（2022年） - 古井典子 役
- あたりのキッチン 第7話（2023年11月25日、東海テレビ・フジテレビ系） - 鈴代アキ（桜の祖母） 役

#### テレビ朝日
- 「フィッシャーマンズ・ブルース」第1話（2014年12月20日）[33]
- 「ゲームの規則」後篇（2015年1月17日）[34]
- 「スペシャリスト」第7話（2016年2月25日） - 詐欺被害者 役
- 日曜ワイド「警視庁さがし物係」（2018年2月11日） - 川越鐘つき最中店の店主 役[35]
- 「刑事7人」第6話（2020年9月9日） - 西園寺医師 役[36]
- 「にじいろカルテ」第7話（2021年3月4日） - 山下のおばあちゃん 役[37]
- 民王R 第2話（2024年10月29日、テレビ朝日） - 幸世 役
- いつか、ヒーロー 第3話（2025年4月27日、朝日放送テレビ） - 瑠生の祖母・フミ 役[38]

#### テレビ東京
- 水曜ミステリー9
  - 「刑事吉永誠一 涙の事件簿」第9作（2012年6月20日） - 片山の母親 役[39]
  - 「Dr.門倉周平の事件カルテ」（2012年9月26日） - 幸子の祖母 役[40]
- 「孤独のグルメ」
  - Season3 第10話（2013年9月11日） - お婆さん 役
  - Season5 第9話（2015年11月27日） - トメさん 役
- 「駐在刑事」第2話（2018年10月26日） - 田所チヨ 役[41]
- 「東野圭吾 手紙」（2018年12月19日）[42]
- 「記憶捜査〜新宿東署事件ファイル〜」第2話（2019年1月25日） - 篠村幾代 役[43]
- 「絶メシロード」第6話（2020年2月28日）
- 「吉祥寺ルーザーズ」第3話（2022年4月25日）[44]

#### その他
- 「薄桜記」第6話・第7話・第9話（2012年11月22日・11月29日・12月13日、BSプレミアム） - おたね 役[45]
- 「北斗 -ある殺人者の回心-」（2017年3月25日 - 4月22日、WOWOW） - 望月家妻 役
- 「犯罪症候群」Season2 第3話（2017年6月25日、WOWOW） - 響子の母 役
- 「逃亡花」第10話（2018年6月24日、BSジャパン）[46]
- 「彼らを見ればわかること」第2話・第5話（2020年1月18日・2月8日、WOWOW） - 三枝節子 役[47][48]
- 「文豪少年!〜ジャニーズJr.で名作を読み解いた〜」第1話（2021年3月21日、WOWOW） - 神田の祖母 役[49][50]

### 配信ドラマ
- 「代償」第3話（2016年、Hulu） - 小森富士子 役
- 「めぐる。」第7話（2021年、FOD） - おばあさん 役[51]

### 特撮
- 「ウルトラマンデッカー」第1話（2022年7月9日、テレビ東京） - 老婦人 役[52]

### 映画
- 「忍びの者」（1962年12月1日） - 影の監視 役
- 「徳川家康」（1965年1月3日） - 志女 役
- 「冷飯とおさんとちゃん」（1965年4月10日） - ぬいの下女 役
- 「色ごと師春団治」（1965年5月22日） - 南 役
- 「蝶々雄二の夫婦善哉」（1965年6月27日） - おみつ 役
- 「主水之介三番勝負」（1965年6月27日） - おたけ 役
- 「関東やくざ者」（1965年7月10日） - 芸妓 役
- 「明治侠客伝 三代目襲名」（1965年9月18日） - 看護婦 役
- 「大阪ど根性物語 どえらい奴」（1965年10月24日） - 照代 役
- 「関東果し状」（1965年12月31日） - 河野ちづ 役
- 「女犯破戒」（1966年3月13日） - 掛茶屋の女 役
- 「任侠ヘルパー」（2012年11月17日） - 「うみねこの家」入居者 役
- 「スキャナー 記憶のカケラをよむ男」（2016年4月29日）
- 「RANMARU 神の舌を持つ男 酒蔵若旦那怪死事件の影に潜むテキサス男とボヘミアン女将、そして美人村医者を追い詰める謎のかごめかごめ老婆軍団と三賢者の村の呪いに2サスマニアwithミヤケンとゴッドタン、ベロンチョアドベンチャー! 略して…蘭丸は二度死ぬ。鬼灯デスロード編」（2016年12月3日）
- 「TAP THE LAST SHOW」（2017年6月17日） - 田所トメ 役
- 「アースクエイクバード」（2019年11月15日）
- 「桜のような僕の恋人」（2022年3月24日）[53]

### 再現ドラマ
- 「痛快TV スカッとジャパン」（フジテレビ）
  - 第14回「月9デート&イヤミ新シリーズ」（2015年3月23日）[54]
  - 第21回「今夜は最強メンバー終結SP!竹中直人&山村紅葉」（2015年6月1日） - 秋山 役[55]
  - 第41回「人気キャラ祭り!バスケ部の胸キュン!」（2016年1月4日）
  - 第69回「史上最低の中島健人がやっつけられます…」（2016年10月17日）[56]
  - 第159回「ファミリースカッと」（2019年3月4日）[57]
  - 第171回「奇跡の実話!人生大逆転SP」（2019年6月24日）[58]
  - 第238回「ファミリースカッと」（2021年4月26日） - 畑野妙子の母 役[59][60]
- 「追跡!平成オンナの大事件」（2016年11月4日、フジテレビ）[61]
- 「本当にあった女の人生ドラマ」（2016年11月18日、フジテレビ）[62]
- 「中居正広の金曜日のスマイルたちへ」（2020年10月9日、TBS） - 郷ひろみの近所の八百屋の妻 役[63]
- 「くりぃむしちゅーの掘れば掘るほどスゴイ人」（2021年6月30日、日本テレビ） - 古賀稔彦の母 役

### 舞台
- 朱の会 Vol.7 愛の三重奏 朗読シリーズ 〜矢代静一「宮城野」（2024年5月30日 - 6月2日、阿佐ヶ谷アートスペースプロット）[64]

### CM
- パナソニック「ナノイー X」『両親と息子と「次亜塩素酸技術」』篇（2021年1月） - 母 役[65]